# Arnon de Mello
Arnon Affonso de Farias Mello (* 19. September 1911 in Santa Luzia do Norte, Rio Largo, Alagoas; † 29. September 1983 in Maceió, Alagoas) war ein brasilianischer Politiker.

## Leben
Arnon Affonso de Farias Mello war als Journalist bei der Tageszeitung A Vanguarda tätig. Er absolvierte ein Studium an der Juristischen Fakultät der Universidade Federal do Rio de Janeiro (UFRJ) und nahm anschließend eine Tätigkeit als Rechtsanwalt auf. Des Weiteren war er auch weiterhin als Journalist bei den Zeitungen Diario Carioca, O Jornal und Gazeta de Alagoas tätig. Daneben engagierte er sich im Handelsverband von Rio de Janeiro (Associação Comercial do Rio de Janeiro) sowie im Brasilianischen Presseverband ABI (Associação Brasileira de Imprensa).
1950 wurde Mello für die Nationale Demokratische Union UDN (União Democrática Nacional) Mitglied der Abgeordnetenkammer (Câmara dos Deputados) und gehörte dieser als Vertreter des Bundesstaates Alagoas bis 1951 an. Als Nachfolger von Silvestre Péricles de Góis Monteiro übernahm er am 31. Jan 1951 den Posten als Gouverneur von Alagoas und hatte diesen bis zum 31. Januar 1956 inne, woraufhin Sebastião Marinho Muniz Falcão seine Nachfolge antrat. 1956 trat er der Christdemokratischen Partei (Partido Democrata Cristão) bei und gehörte dieser bis 1965 an.
1963 wurde er als Vertreter des Bundesstaates Alagoas Mitglied des Bundessenats (Senado Federal) und gehörte diesem bis nach seinen Wiederwahlen 1971 und 1979 bis 1983 an. Während dieser Zeit wurde er 1965 Mitglied der Nationalen Erneuerungsallianz ARENA (Aliança Renovadora Nacional) und war zuletzt von 1980 bis 1983 Mitglied der Sozialdemokratischen Partei PDS (Partido Democrático Social). 
Aus seiner Ehe mit Leda Collor de Melo gingen drei Söhne und zwei Töchter hervor, darunter unter anderem sein ältester Sohn Fernando Collor de Mello, der zwischen 1990 und 1992 Staatspräsident Brasiliens war. Sein zweitältester Sohn ist der Unternehmer Pedro Collor de Mello, der Vorstandsvorsitzender des Medienkonzerns Organização Arnon de Mello war. Er verstarb an den Folgen einer progressiven supranukleären Blickparese. Ihm zu Ehren wurde das Literaturmuseum Memorial Arnon de Mello in Maceió benannt.

## Veröffentlichungen
- S. Paulo venceu! Prefacio de João Neves, Rio de Janeiro 1933
- Uma experiência de govêrno. Discursos, Rio de Janeiro 1958
- Açúcar, fator de equilíbrio da unidade nacional, Maceió 1970